# Tampico, Chiapas
Tampico är en ort i Mexiko.   Den ligger i kommunen Frontera Comalapa och delstaten Chiapas, i den sydöstra delen av landet, 800 km sydost om huvudstaden Mexico City. Tampico ligger 617 meter över havet och antalet invånare är 234.
Terrängen runt Tampico är varierad. Runt Tampico är det ganska tätbefolkat, med 108 invånare per kvadratkilometer. Närmaste större samhälle är Frontera Comalapa, 8,2 km sydost om Tampico. I omgivningarna runt Tampico växer huvudsakligen savannskog.